# Морнарички истражитељи: Лос Анђелес (11. сезона)
Једанаеста сезона америчко полицијо-процедуралне драме МЗИС: Лос Анђелес је емитована од 29. септембра 2019. до 26. априла 2020. године на каналу ЦБС. Произведене су само 22 епизоде због пандемије ЦОВИД-19 у Сједињеним Државама. Сезону је продуцирао Телевизијски студио "ЦБС".

## Опис
Медалион Рахими је унапређена у главну поставу у епизоди "Алсиаџун".

## Улоге

### Главне
- Крис О’Донел као Гриша Кален
- Данијела Руа као Кензи Блај
- Ерик Кристијан Олсен као Мартин А. Дикс
- Берет Фоа као Ерик Бил
- Рене Фелис Смит као Нел Џоунс
- Медалион Рахими као Фатима Намази (Епизоде 16-22)
- Линда Хант као Хенријета Ленг
- Ел Ел Кул Џеј као Сем Хана

### Епизодне
- Медалион Рахими као Фатима Намази (Епизоде 4, 6-7)
- Кејлеб Кастил као Девин Раунтри (Епизоде 17, 19 и 22)
- Џералд Мекрејни као Холас Килбрајд (Епизода 3)

## Епизоде
| Бр. у серији | Бр. у сезони | Наслов                         | Редитељ             | Сценариста                                                                           | Пpемијерно емитовање | Прод. код | Бр. гледалаца (у милионима) |
| --- | ------------ | ------------------------------ | ------------------- | ------------------------------------------------------------------------------------ | -------------------- | --------- | --------------------------- |
| 241 | 1            | "Нека судбина одлучи (3. део)" | Кристин Мур         | Кајл Харимото                                                                        | 29. септембар 2019.  | 1025      | 6.44                        |
| Кален и Сем раде са капетаном војним Хармоном Рабом мл. на хватању шпијуна на БСД Савез. Хети покушава да спречи ракетни напад на Блиском истоку. Кензи и Дикс су заробљени у ЦИА-иној покретној једини у Ираку током напада.                                                                          |              |                                |                     |                                                                                      |                      |           |                             |
| 242 | 2            | "Мамац"                        | Денис Смит          | Кајл Харимото                                                                        | 6. октобар 2019.     | 1101      | 6.70                        |
| Суочени са неколико случајева широм света, екипа је подељена. Кален и Сем раде у Тел Авиву, а Кензи са агентом Министарства правде Ленсом Хамилтоном у Лос Анђелесу. |              |                                |                     |                                                                                      |                      |           |                             |
| 243 | 3            | "Оче наш"                      | Бени Бум            | Р. Скот Џемил и Френк Милитари                                                       | 13. октобар 2019.    | 1026      | 6.63                        |
| Адмирал Килбрајд је затражио помоћ екипа у спашавању службеника Војне обавештајне службе, али је екипи поче да иде на живце због тога што скрива податке. |              |                                |                     |                                                                                      |                      |           |                             |
| 244 | 4            | "Жута грозница"                | Теренс О’Хара       | Ендру Бартлс                                                                         | 20. октобар 2019.    | 1102      | 6.40                        |
| Убиство поручнице војне повело је екипу у истрагу могућег ширења еболе − Кален и Сем истражују њен брод Савез, а Кензи и Дикс њена кретања по силаску са брода. |              |                                |                     |                                                                                      |                      |           |                             |
| 245 | 5            | "Порекло"                      | Лили Мари           | Џордана Луис Џеф                                                                     | 27. октобар 2019.    | 1103      | 6.09                        |
| Екипа МЗИС-а тражи украдену слику вредну 40 милиона након што је на интернет продаји указано да је продата на црној берзи како би се финансирале терористичке радње. |              |                                |                     |                                                                                      |                      |           |                             |
| 246 | 6            | "Сјајан крвави план"           | Теренс Најтингел    | Синопсис: Френк Милитари Сценарио: Теренс Најтингел, Кејт Д. Мартин и Френк Милитари | 3. новембар 2019.    | 1104      | 5.71                        |
| Екипа МЗИС-а невољно сарађује са два злочинца из Енглеске, Рикијем Дорсијем и Френкијем Болтоном, када је моћни трговац оружјем отео Рикију ћерку у покушају да се домогне опасног оружаног састава.                                                                                                   |              |                                |                     |                                                                                      |                      |           |                             |
| 247 | 7            | "Такмичење елеганције"         | Јангзом Брауен      | Ли А. Карлајл                                                                        | 10. новембар 2019.   | 1105      | 6.04                        |
| Екипа је поново укрстила путеве са Катарином Касиљас када је крађа пробног рада бескапетанске подморнице повезана са журком преносиоца видео игрица. |              |                                |                     |                                                                                      |                      |           |                             |
| 248 | 8            | "Кадрови"                      | Џејмс Хенлон        | Џо Сакс                                                                              | 17. новембар 2019.   | 1106      | 6.51                        |
| Истрага отмице поручника војног довела је екипу до бомбаша у покушају. |              |                                |                     |                                                                                      |                      |           |                             |
| 249 | 9            | "Убити Била"                   | Ерик А. Пот         | Саманта Чејс и Р. Скот Џемил                                                         | 24. новембар 2019.   | 1107      | 6.35                        |
| Кад је неко провалио у Ериков стан у Сан Франциску, Кален и Сем су отишли тамо да пронађу Ерика пре него што буде прекасно, а Кензи и Нел су откриле истину о Ериковом новом послу. |              |                                |                     |                                                                                      |                      |           |                             |
| 250 | 10           | "Мајка"                        | Денис Смит          | Ерик Кристијан Олсен и Бабар Пирзада                                                 | 1. децембар 2019.    | 1108      | 6.42                        |
| Акос Лаос, бивши агент за тајне операције кога је заврбовала и обучила Хети Ленг, се вратио да се освети Хети због тога што му је од живота направила. |              |                                |                     |                                                                                      |                      |           |                             |
| 251 | 11           | "Одговори"                     | Френ Милитари       | Кајл Харимото                                                                        | 8. децембар 2019.    | 1109      | 6.42                        |
| Док екипа истражује крађу рачунарског вируса, Кален и Сем разматрају своје будућности у МЗИС-у, Кензи и Дикс размишљају о деци, а Ерик и Нел утицај његовог тајног задатка на њихову везу. Такође, екипа је пронашла Мару, покварену штедионичарску службеницу.                                        |              |                                |                     |                                                                                      |                      |           |                             |
| 252 | 12           | "Припремни план"               | Бени Бум            | Ерин Бродхерст                                                                       | 5. јануар 2020.      | 1110      | 5.72                        |
| Службеница ЦИА-е Вероника Стивенс је замолила МЗИС да јој помогне јер је пољопривредни инжењер за ког ју је Хети замолила да га доведе у Сједињене Државе нестао. |              |                                |                     |                                                                                      |                      |           |                             |
| 253 | 13           | "Високо друштво"               | Џон Питер Кјузакис  | Чед Мазеро                                                                           | 12. јануар 2020.     | 1111      | 6.37                        |
| Када се број смрти повећао због коришћења опијата са црне берзе, екипа МЗИС-а је повезала дрогу са финансирањем терористичких радњи. |              |                                |                     |                                                                                      |                      |           |                             |
| 254 | 14           | "Тешкоћа са обавезама"         | Џејмс Хенлон        | Џордана Луис Џеф                                                                     | 16. фебруар 2020.    | 1112      | 6.05                        |
| Екипа МЗИС-а истражује убиство војног инжењера на вечерима поезије. Кален је замолио Нел да му помогне у потрази широм света за Аном. |              |                                |                     |                                                                                      |                      |           |                             |
| 255 | 15           | "Ланац"                        | Дајана К. Валентајн | Ендру Бартлс                                                                         | 23. фебруар 2020.    | 1113      | 6.20                        |
| Ана Колчек се вратила да упозори Калена да је у опасности, а он сад мора да ради са непријатељем како би прекинуо ланац трговине на црно. |              |                                |                     |                                                                                      |                      |           |                             |
| 256 | 16           | "Алсиаџун"                     | Денис Смит          | Р. Скот Џемил                                                                        | 1. март 2020.        | 1114      | 6.49                        |
| Кад је Фатима отета док је била на задатку и задржана за откуп, Кален и Сем су укључили тајног агента ЦИА-е да им помогне да је врате. |              |                                |                     |                                                                                      |                      |           |                             |
| 257 | 17           | "Припази ме"                   | Ден Лиу             | Кајл Харимото                                                                        | 8. март 2020.        | 1115      | 6.56                        |
| Кад је једна агенткиња ФБИ-ја убијена док је покушавала да открије где се налази један тајни агент, МЗИС мора да пронађе тог тајног агента пре него што га злочинци пронађу.Прва појава Девина Раунтрија.                                                                                              |              |                                |                     |                                                                                      |                      |           |                             |
| 258 | 18           | "Нестало време"                | Јангзом Брауен      | Ендру Бартлс                                                                         | 22. март 2020.       | 1116      | 7.44                        |
| Док је МЗИС истраживао нестанак службеника министарства одбране који је истраживао недавно слетање једног НЛО-а, Ана је донела храбру одлуку у вези своје будућности. |              |                                |                     |                                                                                      |                      |           |                             |
| 259 | 19           | "Срећа прати храбре"           | Ерик А. Пот         | Р. Скот Џемил                                                                        | 29. март 2020.       | 1117      | 7.01                        |
| Док истражује убиство једне избеглице из Ирана који је радио на рушењу тренутног режима, Сем такође мора да спаси агента Раунтрија, новог агента коме је запао неочекивано пустолован први дан на послу јер је случајно сео на направу. Такође, Нел је донела одлуку у вези своје будућности у МЗИС-у. |              |                                |                     |                                                                                      |                      |           |                             |
| 260 | 20           | "Обарање"                      | Тони Вармби         | Џордана Луис Џеф                                                                     | 12. април 2020.      | 1118      | 6.77                        |
| Екипа помаже МП-у у истрази о пироману коме је мета кућа једног агента ФБИ-ја у којој је под заштитом политички активиста који тражи азил. Ерик се суочио са Нелиним одласком из екипе. |              |                                |                     |                                                                                      |                      |           |                             |
| 261 | 21           | "Убиство врана"                | Сузан Салц          | Чед Мазеро                                                                           | 19. април 2020.      | 1120      | 6.89                        |
| Екипа помаже бившој техничкој оператерки МЗИС-а у потрази за њеним бившим ортаком за кога се боје да ради са трговцима оружјем које нису успели да похапсе одавно. Диксу није драго јер му кафић није задовољио санитарне услове.                                                                      |              |                                |                     |                                                                                      |                      |           |                             |
| 262 | 22           | "Закон понашања"               | Френк Милитари      | Френк Милитари                                                                       | 26. април 2020.      | 1119      | 5.26                        |
| Сем, Кален и Раунтри су отпутовали у Авганистан да помогну на осетљивом случају након што су двојица МВК-оваца изјавила како је њихов надређени убио ненаоружаног затвореника. |              |                                |                     |                                                                                      |                      |           |                             |

## Продукција

### Развој
Серија Морнарички истражитељи: Лос Анђелес је обновљена за једанаесту сезону 22. априла 2019. У марту 2020, ЦБС је објавио да је продукција сезоне одложена због пандемије ЦОВИД-19. Као последица овога, број епизода једанаесте сезоне смањен је са 24 на 22.

### Избор глумаца
У фебруару 2020. године, Медалион Рахими, која игра посебну агенткињу МЗИС-а Фатиму Намази, унапређена је у главну поставу усред сезоне.

## Емитовање
Једанаеста сезона серије Морнарички истражитељи: Лос Анђелес премијерно је приказана 29. септембра 2019.
У Великој Британији, једанаеста сезона серије Морнарички истражитељи: Лос Анђелес премијерно је приказана у недељу 29. децембра 2019. године, а завршена је у недељу 31. маја 2020.